# Catedral de Nezahualcóyotl
La Catedral de Nezahualcóyotl, "Jesús, Señor de la Misericordia", es el templo católico sede de la Diócesis de Nezahualcóyotl. 
Está ubicada en la avenida Gustavo Baz  #174 entre Mañanitas y 4.ª Avenida, Colonia. Benito Juárez 3a. Sección, Ciudad Nezahualcóyotl, México, en el centro de la ciudad. Es famosa por su portada de estilo moderno.
- Datos: Q25405276